# Campeonato femenino sub-20 de la CAF de 2004
El Campeonato femenino sub-20 de la CAF de 2004 fue el II torneo que decidió qué nación africana participaría de la Copa Mundial Femenina de Fútbol Sub-20 de la FIFA.
En esta edición participaron las mujeres Sub-19 y a contar del año 2006 participaron las mujeres Sub-20.

## Eliminatorias

### Primera Ronda
| 23 de mayo de 2004 | Guinea Ecuatorial | 0 : 1 | Marruecos |  |  |

| 4 de junio de 2004 | Marruecos | 1 : 1 | Guinea Ecuatorial |  |  |

|  | Madagascar | Madagascar no se presentó | Sudáfrica |  |  |

|  | República Democrática del Congo | Mozambique no se presentó | Mozambique |  |  |

### Segunda Ronda
|  | Sudáfrica | República Democrática del Congono se presentó | República Democrática del Congo |  |  |

| 27 de junio de 2004 | Guinea Ecuatorial | 0 : 4 | Nigeria |  |  |

| 18 de julio de 2004 | Nigeria | 3 : 0 | Guinea Ecuatorial |  |  |

### Fase Final
| 10 de agosto de 2004 | Sudáfrica | 0 : 1 | Nigeria |  |  |

| 19 de septiembre de 2004 | Nigeria | 0 : 0 | Sudáfrica |  |  |

## Clasificado a laCopa Mundial Femenina de Fútbol Sub-19 de 2004
| Nigeria |